# Scoresbyho záliv

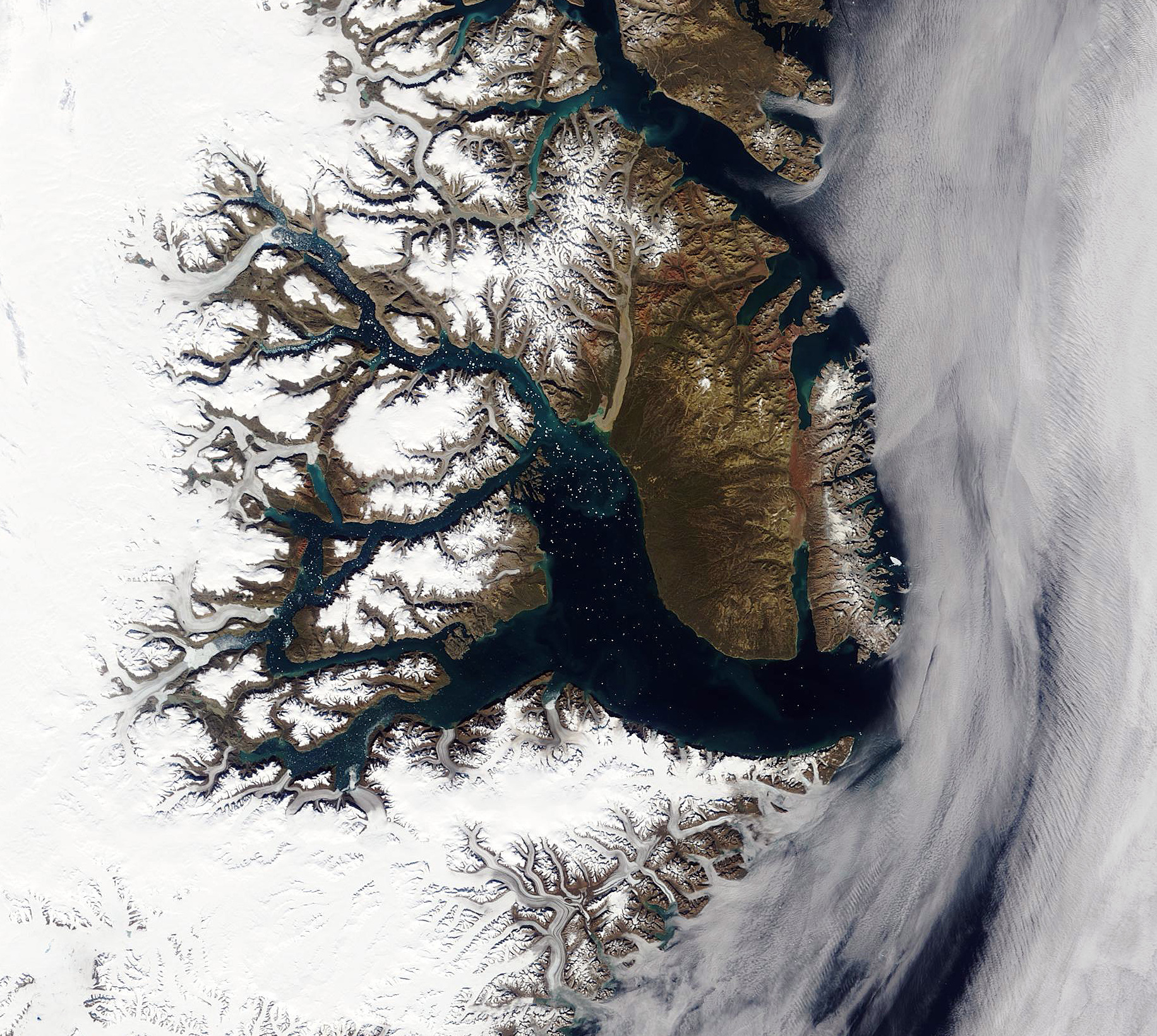
Satelitní snímek zálivu (2003)

Scoresbyho záliv (dánsky Scoresby Sund, grónsky Kangertittivaq) je největší fjord na Zemi o rozloze 38 000 km². Nachází se na východním pobřeží Grónska a je pojmenován podle anglického polárníka Williama Scoresbyho, který ho prozkoumal v roce 1822.
Jeho ústí je 29 km široké a záliv zasahuje 110 km hluboko do pevniny, kde se větví na množství ramen, maximální délka činí asi 350 km. Břehy fjordu jsou tvořeny horami vysokými až 2000 metrů, pokrytými tundrou nebo ledovci, hloubka moře dosahuje až 1450 metrů. Největším ostrovem v zálivu je Milneland (3 913 km²). Na pobřeží leží Ittoqqortoormiit, jediná vesnice východogrónské provincie Sermersooq. Hlavní obživou místních obyvatel je rybolov.
Největšími rameny zálivu jsou Fønfjord, Røde Fjord, Vestfjord, Gåsefjord, Øfjord, Harefjord, Rypefjord, Snesund, Nordvestfjord a Flyver Fjord.